# Louis Richardet
Louis Marcel Richardet (17 de maig de 1864 - 14 de gener de 1923) fou un tirador suís, guanyador de vuit medalles olímpiques.
Va participar, als 35 anys, en els Jocs Olímpics d'Estiu de 1900 realitzats a París (França), on va aconseguir guanyar la medalla d'or en les proves de pistola militar per equips i de rifle militar (tres posicions) per equips, a més de finalitzar quart en la prova de pistola militar individual com a resultat més destacable.
Participà en els Jocs Olímpics d'Estiu de 1906 realitzats a Atenes (Grècia), els anomenats Jocs Intercalats i que actualment no són reconeguts pel Comitè Olímpic Internacional (COI), on va guanyar la medalla d'or en les proves de rifle per equips, rifle militar 300 metres i pistola militar (model estàndard) 25 metres; i la medalla de plata en les proves de rifle (de bocaterrosa), rifle (de genolls) i rifle militar 200 metres.